# Edu Olivera
Eduardo Rafael Viera Olivera, conhecido como Edu Olivera (Sant'Ana do Livramento, 16 de dezembro de 1976) é um advogado e político brasileiro filiado ao Partido Democrático Trabalhista (PDT).

## Vereador de Sant'Ana do Livramento por duas legislaturas
Nas eleições municipais de 2000 foi eleito vereador no município de Sant'Ana do Livramento pelo PSDB com 756 votos, nas eleições municipais de 2004 concorrendo novamente para vereador, agora pelo PFL, ficou como suplente com 609 votos.Nas eleições municipais de 2008 concorreu novamente para vereador, pelo DEM e foi eleito com 1.246 votos.

## Candidatura à Deputado Federal
Nas eleições estaduais de 2010 concorreu pelo DEM para Deputado Federal conseguindo 5.116 não sendo eleito, ficando como suplente.

## Eleito vice-prefeito de Sant'Ana do Livramento
Nas eleições municipais de 2012 foi eleito vice-prefeito no município de Sant'Ana do Livramento pelo PSD com 14.883 votos, concorrendo pela coligação "O futuro é agora" composta por PT-PSD-PC do B, o prefeito eleito foi Glauber Lima do PT.

## Suplência de Deputado Estadual e efetivação no cargo
Nas eleições estaduais de 2014 concorreu pelo PSD para Deputado Estadual conseguindo 9.093 votos, não sendo eleito, ficando como suplente.
Em 2016 assumiu efetivamente a vaga de Deputado Estadual, deixada por Mário Jardel que foi cassado, na Assembleia Legislativa do Rio Grande do Sul na 54ª legislatura (2015 — 2019)..

## Candidatura à prefeito de Sant'Ana do Livramento
Nas eleições municipais de 2016 concorreu para prefeito de Sant'Ana do Livramento pelo PSD na coligação "Vamos transformar juntos" composta por PSD-PP, tendo como candidato à vice-prefeito Sérgio Oliveira do PP, conseguindo 5.546 votos, ficando em 5º e último lugar entre os candidatos à prefeito.

## Candidatura à Deputado Estadual em 2018
Nas eleições estaduais de 2018 concorreu pelo PDT novamente para Deputado Estadual conseguindo 8.170 votos, não sendo eleito, ficando como suplente..

## Outras atuações na política
Foi secretário estadual de Modernização Administrativa e dos Recursos Humanos no governo de José Ivo Sartori.

## Desempenho eleitoral
| Ano  | Eleição                             | Cargo             | Partido | Nº    | Votos        | Resultado   |
| ---- | ----------------------------------- | ----------------- | ------- | ----- | ------------ | ----------- |
| 2000 | Municipal de Sant'Ana do Livramento | Vereador          | PSDB    | 45645 | 756 votos    | Eleito      |
| 2004 | Municipal de Sant'Ana do Livramento | Vereador          | PFL     | 25625 | 609 votos    | Suplente    |
| 2008 | Municipal de Sant'Ana do Livramento | Vereador          | DEM     | 25725 | 1.246 votos  | Eleito      |
| 2010 | Estadual do Rio Grande do Sul       | Deputado Federal  | DEM     | 2552  | 5.116 votos  | Suplente    |
| 2012 | Municipal de Sant'Ana do Livramento | Vice-prefeito     | PSD     | 13    | 14.883 votos | Eleito      |
| 2014 | Estadual do Rio Grande do Sul       | Deputado Estadual | PSD     | 55755 | 9.093 votos  | Suplente[a] |
| 2016 | Municipal de Sant'Ana do Livramento | Prefeito          | PSD     | 55    | 5.546 votos  | Não Eleito  |
| 2018 | Estadual do Rio Grande do Sul       | Deputado Estadual | PDT     | 12712 | 8.170 votos  | Suplente    |

Notas
[a] ^  Em 2016 assumiu efetivamente a vaga de Deputado Estadual, deixada por Mário Jardel que foi cassado.